# Jauhienij Kazimirczyk
Jauhienij Alaksandrawicz Kazimirczyk (biał. Яўгеній Аляксандравіч Казімірчык, ros. Евгений Александрович Казимирчик, Jewgienij Aleksandrowicz Kazimirczik; ur. 1 czerwca 1961 w Skuratach w rejonie iwacewickim) – białoruski inżynier budownictwa, ekonomista i polityk, w latach 2004–2012 deputowany do Izby Reprezentantów Zgromadzenia Narodowego Republiki Białorusi III i IV kadencji.

## Życiorys
Urodził się 1 czerwca 1961 roku we wsi Skuraty, w rejonie iwacewickim obwodu brzeskiego Białoruskiej SRR, ZSRR. Ukończył Białoruski Państwowy Instytut Politechniczny, uzyskując wykształcenie inżyniera budownictwa, oraz Akademię Zarządzania przy Prezydencie Republiki Białorusi, uzyskując wykształcenie menedżera ekonomisty. Pracę rozpoczął jako stolarz w Kosowskim Meblowym Zjednoczeniu Produkcyjnym Rejonu Iwacewickiego Obwodu Mińskiego. Odbył służbę wojskową w szeregach Armii Radzieckiej. Pracował jako starszy inżynier elektryk w Iwacewickim „Rajsieleniergo”, starszy inżynier międzygospodarczego projektowo-kosztorysowego biura Urzędu Budownictwa Kapitalnego Iwacewickiego Rejonowego Komitetu Wykonawczego, inżynier, główny inżynier Iwacewickiego Rejonowego Urzędu Gospodarki Gazowej, dyrektor Międzyrejonowego Urzędu Gospodarki Gazowej „Bieriezamieżrajgaz”.
W 2004 roku został deputowanym do Izby Reprezentantów Zgromadzenia Narodowego Republiki Białorusi III kadencji z Berezowskiego Okręgu Wyborczego Nr 8. Pełnił w niej funkcję członka Stałej Komisji ds. Przemysłu, Zespołu Paliwowo-Energetycznego, Transportu, Łączności i Przedsiębiorczości. 27 października 2008 roku został deputowanym do Izby Reprezentantów IV kadencji z Berezowskiego Okręgu Wyborczego Nr 9. Pełnił w niej funkcję zastępcy przewodniczącego tej samej komisji. Od 13 listopada 2008 roku był członkiem Narodowej Grupy Republiki Białorusi w Unii Międzyparlamentarnej.

## Odznaczenia
- Order Honoru;
- Medal Jubileuszowy „90 Lat Sił Zbrojnych Republiki Białorusi”;
- Gramota Pochwalna Zgromadzenia Narodowego Republiki Białorusi[1].

## Życie prywatne
Jauhienij Kazimirczyk jest żonaty, ma dwie córki.